# 尼爾城區
尼爾城區（Corredor District），是哥斯達黎加的一個區，位於該國西部蓬塔雷納斯省，面積272.19平方公里，海拔高度46米，2010年人口17,249，人口密度每平方公里63.37人。